# 笑×演
『笑×演』（ワラエン）は、2017年4月6日（5日深夜）から2018年3月29日（28日深夜）までテレビ朝日で放送されたバラエティ番組である。
2017年1月6日と3月30日に特番として放送され好評であったことからレギュラー化となった。同年7月15日には初のプライムタイムでの特番が放送された。

## 概要
「芸人が書いたネタ」を「役者が演じる」というコンセプトのネタ番組。ネタを見せる前の出囃子は三浦大知「(RE)PLAY」が使われている。2017年4月度のギャラクシー賞を受賞した。
好評を受けて同じ芸人・役者の組み合わせで複数回登場することもある。最多出演は磁石と浅利陽介・柳喬之。

### 特別編
- 「99%ノンフィクション」：理由あって顔を明かせない人物の密着ドキュメンタリーを役者が演じて再現する、ノンフィクションに限りなく近いフィクション。後に独立番組となる。
- 「芸人物語」：お笑い芸人の半生を役者が演じて再現する。

## 出演者
- バカリズム - 2017年3月30日放送分から。
- 山崎弘也（アンタッチャブル）- 同上。
- 大西洋平（テレビ朝日アナウンサー）- 2017年1月5日放送分のみ。

## 放送リスト

### 特別番組
| 回 | 放送日                       | 芸人                                                                                   | 役者                                                                        | ゲスト           | 備考 |
| -- | ---------------------------- | -------------------------------------------------------------------------------------- | --------------------------------------------------------------------------- | ---------------- | ---- |
| 1  | 2017年1月6日 0:15 - 1:15     | 富澤たけし（サンドウィッチマン）、小峠英二（バイきんぐ）、 石田明（NON STYLE）、ライス | 榎木孝明、寺田農、石丸謙二郎、中野英雄、 野村宏伸、中尾明慶、遠藤要、光宗薫 | RENA、八木かなえ |      |
| 2  | 2017年3月30日 23:15 - 翌0:15 | 塙宣之（ナイツ）、岩井勇気（ハライチ）、 森田哲矢（さらば青春の光）、ニッチェ          | 池田鉄洋・迫田孝也、西尾まり・松井玲奈、 不破万作・渡辺哲、前川泰之・木村了 | （なし）         |      |
| 3  | 2017年7月15日 21:58 - 23:14  | 古坂大魔王、アンガールズ、ロッチ、ナイツ、ハライチ                                     | 釈由美子・山西惇、野村将希・渡辺裕之、 神保悟志、永井大、奥菜恵・堀内敬子   | （なし）         |      |
| 4  | 2017年12月24日 0:30 - 1:30   | 99%ノンフィクション・別れさせ業、芸能記者                                              | 相楽樹、福士誠治・井田國彦                                                  | 伊集院光         |      |

### レギュラー版
| 2017年                                                                                            | 2017年   | 2017年                                                                           | 2017年                                                                           | 2017年 |
| 回                                                                                                | 放送日   | 芸人                                                                             | 役者                                                                             | 備考   |
| ------------------------------------------------------------------------------------------------- | -------- | -------------------------------------------------------------------------------- | -------------------------------------------------------------------------------- | ------ |
| 1                                                                                                 | 4月6日   | 流れ星、うしろシティ                                                             | 神保悟志・高杉亘、松澤一之・岩佐真悠子                                           |        |
| 2                                                                                                 | 4月13日  | タイムマシーン3号、馬鹿よ貴方は                                                  | 小沢仁志・小沢和義、布施博・川野太郎                                             |        |
| 3                                                                                                 | 4月20日  | なすなかにし、ザ・ギース                                                         | 大島蓉子・櫻井淳子、小林正寛・矢本悠馬                                           |        |
| 4                                                                                                 | 4月27日  | アルコ&ピース、Aマッソ                                                           | 原扶貴子・尾上寛之、金子昇・清水一希                                             |        |
| 5                                                                                                 | 5月4日   | ジグザグジギー、ロビンソンズ                                                     | 石橋保・梶原ひかり、日野陽仁・岡本信人                                           |        |
| 6                                                                                                 | 5月11日  | ななめ45°、ラブレターズ                                                          | 石垣佑磨・川村陽介・平方元基、井田國彦・鈴木貴之                                 |        |
| 7                                                                                                 | 5月18日  | 特別編（小沢仁志・小沢和義×タイムマシーン3号、原扶貴子・尾上寛之×アルコ&ピース） | 特別編（小沢仁志・小沢和義×タイムマシーン3号、原扶貴子・尾上寛之×アルコ&ピース） |        |
| 8                                                                                                 | 5月25日  | 磁石、マツモトクラブ                                                             | 浅利陽介・柳喬之、岡田浩暉・春海四方                                             |        |
| 9                                                                                                 | 6月1日   | かもめんたる、三拍子                                                             | 松村雄基・飯田基祐、三津谷葉子・野口かおる                                       |        |
| 10                                                                                                | 6月8日   | トップリード、ずん                                                               | 石井智也・清水優、渡辺徹・山崎銀之丞                                             |        |
| 11                                                                                                | 6月15日  | 笑撃戦隊、我が家                                                                 | 六平直政・窪塚俊介、藤田朋子・伊藤ゆみ・武田梨奈                                 |        |
| 12                                                                                                | 6月22日  | サンドウィッチマン、磁石                                                         | 寺田農・榎木孝明、浅利陽介・柳喬之                                               |        |
| 13                                                                                                | 6月29日  | インスタントジョンソン、ラバーガール                                             | 長江英和・大浦龍宇一・祥子、円城寺あや・宅間孝行                                 |        |
| 14                                                                                                | 7月6日   | ザ・ギース、オジンオズボーン                                                     | 秋野暢子・大澄賢也、宮川一朗太・一ノ瀬ワタル                                     |        |
| 15                                                                                                | 7月13日  | ずん、うしろシティ                                                               | 渡辺徹・山崎銀之丞、神保悟志・高杉亘                                             |        |
| （7月20日・27日は『世界水泳ブダペスト2017』のため休止）                                           |          |                                                                                  |                                                                                  |        |
| 16                                                                                                | 8月3日   | 三四郎、鳥居みゆき                                                               | おかやまはじめ・須賀健太、雛形あきこ・東風万智子                                 |        |
| 17                                                                                                | 8月10日  | ハマカーン、どぶろっく                                                           | 蟹江一平・矢野聖人、いしだ壱成・勝矢                                             |        |
| 18                                                                                                | 8月17日  | ルシファー吉岡、馬鹿よ貴方は、ロビンソンズ                                       | 大澄賢也、斉藤祥太・斉藤慶太、岡本信人・日野陽仁                                 |        |
| 19                                                                                                | 8月24日  | さらば青春の光、古坂大魔王                                                       | 木村了・前川泰之、釈由美子・山西惇                                               |        |
| 20                                                                                                | 8月31日  | タイムマシーン3号、ザブングル                                                    | 山下真司・黒田勇樹、田中健・日南響子                                             |        |
| 21                                                                                                | 9月7日   | エレキコミック、じゅんいちダビッドソン                                           | 大鶴義丹・笛木優子、金子昇                                                       |        |
| 22                                                                                                | 9月14日  | ラバーガール、ニッチェ                                                           | 円城寺あや・宅間孝行、西尾まり・松井玲奈                                         |        |
| 23                                                                                                | 9月21日  | かもめんたる、ラブレターズ                                                       | 山村紅葉・羽野晶紀、高杉亘・神保悟志                                             |        |
| 24                                                                                                | 9月28日  | ラブレターズ、アルコ&ピース                                                      | 西尾まり・福士誠治、西郷輝彦・斎藤洋介                                           |        |
| 25                                                                                                | 10月5日  | さらば青春の光                                                                   | 村松利史、野村宏伸、清水一希、八木将康、鈴木貴之                                 |        |
| 26                                                                                                | 10月12日 | タイムマシーン3号                                                                | 小沢仁志・小沢和義、山下真司・黒田勇樹                                           |        |
| 27                                                                                                | 10月19日 | ナイツ、三四郎、磁石                                                             | 甲本雅裕・永井大、おかやまはじめ・須賀健太、浅利陽介・柳喬之                     |        |
| 28                                                                                                | 10月26日 | 99%ノンフィクション・代行員                                                      | 永井大                                                                           |        |
| 29                                                                                                | 11月2日  | ずん、芋洗坂係長                                                                 | 相島一之・笛木優子、小松利昌・坂本真                                             |        |
| 30                                                                                                | 11月9日  | タイムマシーン3号、ラバーガール                                                  | 小沢仁志・小沢和義、円城寺あや・宅間孝行                                         |        |
| 31                                                                                                | 11月16日 | 磁石、田上よしえ                                                                 | 浅利陽介・柳喬之、黒川芽以・祥子                                                 |        |
| 32                                                                                                | 11月23日 | 99%ノンフィクション・別れさせ業                                                  | 相楽樹                                                                           |        |
| 33                                                                                                | 11月30日 | タイムマシーン3号、ラブレターズ                                                  | 小沢仁志・小沢和義、高杉亘・神保悟志                                             |        |
| 34                                                                                                | 12月7日  | ダンカン、鳥居みゆき                                                             | 矢柴俊博・波岡一喜、升毅・松尾貴史                                               |        |
| 35                                                                                                | 12月14日 | かもめんたる、エレキコミック                                                     | 山村紅葉・羽野晶紀、大鶴義丹・笛木優子                                           |        |
| 36                                                                                                | 12月21日 | ZEN、ロビンソンズ                                                                | 小松利昌・坂本真、岡本信人・日野陽仁                                             |        |
| （12月28日は『関ジャム 完全燃SHOW 豪華アーティストのスゴすぎる即興パフォーマンス集!』のため休止） |          |                                                                                  |                                                                                  |        |

| 2018年 | 2018年  | 2018年                          | 2018年                                                       | 2018年     |
| 回 | 放送日  | 芸人                            | 役者                                                         | 備考       |
| --- | ------- | ------------------------------- | ------------------------------------------------------------ | ---------- |
| （1月4日は『激レアさんを連れてきた。 特別編』および『ソノサキ〜知りたい見たいを大追跡!〜 特別編』のため休止） |         |                                 |                                                              |            |
| 37 | 1月11日 | ふかわりょう、小島よしお        | 黒田アーサー・笛木優子、ダイアモンド☆ユカイ・前川泰之        |            |
| 38 | 1月18日 | 芸人物語・三四郎                | 須賀健太・池田純矢                                           |            |
| 39 | 1月25日 | ザ・ギース、さらば青春の光      | 神保悟志・山崎銀之丞                                         |            |
| 40 | 2月1日  | カミナリ、にゃんこスター        | 小沢仁志・小沢和義                                           |            |
| 41 | 2月8日  | タイムマシーン3号、ずん         | 小沢仁志・小沢和義、相島一之・笛木優子                       | 傑作ネタSP |
| 42 | 2月15日 | タイムマシーン3号、鳥居みゆき   | 羽野晶紀・忍成修吾                                           |            |
| 43 | 2月22日 | 狩野英孝、三四郎                | 鈴木福                                                       |            |
| 44 | 3月1日  | 99%ノンフィクション・パパ活女子 | 朝日奈央、金子昇                                             |            |
| 45 | 3月8日  | マギー、エレキコミック          | 名高達男・迫田孝也                                           |            |
| 46 | 3月15日 | たんぽぽ、紺野ぶるま            | 高橋ひとみ・中村静香                                         |            |
| 47 | 3月22日 | 渡辺正行、ハナコ                | 斉藤暁・佐戸井けん太・矢柴俊博、櫻井淳子・小松利昌・松田悟志 |            |
| 48 | 3月29日 | ハマカーン、あばれる君          | 西尾まり・須田邦裕、柳喬之・市川美織                         |            |

## ネット局
| 放送対象地域 | 放送局              | 系列           | 放送時間                     | 放送開始日    | ネット状況 | 脚注 |
| ------------ | ------------------- | -------------- | ---------------------------- | ------------- | ---------- | ---- |
| 関東広域圏   | テレビ朝日（EX）    | テレビ朝日系列 | 木曜 1:56 - 2:21（水曜深夜） | 2017年4月6日  | 制作局     |      |
| 山口県       | 山口朝日放送（yab） | テレビ朝日系列 | 水曜 0:50 - 1:16（火曜深夜） | 2017年4月19日 | 遅れネット |      |
| 宮城県       | 東日本放送（KHB）   | テレビ朝日系列 | 日曜 0:35 - 1:00（月曜深夜） | 2017年4月23日 | 遅れネット |      |

### 不定期放送局
- 岩手県・岩手朝日テレビ（IAT）
- 中京広域圏・メ〜テレ（NBN）
- 近畿広域圏・朝日放送（ABC）
- 沖縄県・琉球朝日放送（QAB）

### 過去のネット局
- 青森県・青森朝日放送（ABA）…2017年4月18日から2017年9月26日まで、火曜 0:45 - 1:15（月曜深夜）に遅れネット。

## スタッフ
※=レギュラー版から加入
- ナレーション：紡木あまね
- 構成：高須光聖、三浦智信、大平将貴、横張晋司
- TD：石黒康一
- CAM：宮本邦慶
- VE：高橋秀文
- AUD：長谷川新
- 美術：小山晃弘
- デザイン：濱野恭平
- 美術進行：山本和記、吉村純子
- 大道具：下地良介
- 電飾：宮城知亜美
- 装飾：長野敦子
- メイク：川口カツラ店
- 美術協力：tv asahi create、TELMIC
- 編集：市川敏之
- MA：伊藤剛
- 音響効果：高島慎太郎
- TK：中里優子
- 協力：東京オフラインセンター（※）
- タイトルCG：原田甫
- 編成：吉冨大輔、篠宮康希（篠宮→※）
- 宣伝：高橋夏子
- 制作スタッフ：伊藤敦基、蛯名葉乙、庄司勇樹、武道桂佑、西村章、中武美緒（庄司以降→※）
- アシスタントプロデューサー：譲原繁、鈴木秀明（鈴木→※）
- ディレクター：三枝健介、岩本浩一（岩本→特番時はP）、高橋和博、上田一登（高橋・上田→※）
- チーフディレクター：上山健太郎
- プロデューサー：中野光春、鈴木忠親
- ゼネラルプロデューサー：友寄隆英
- 制作著作：テレビ朝日

### 過去のスタッフ

#### レギュラー時
- 編成：小野晋太郎
- 制作スタッフ：有馬歩

#### 特番時のみ（レギュラー以前）
- アシスタントプロデューサー：木山達朗
- ディレクター：斎藤由和、平賀知博、雨宮智史